# 125년

## 연호
- 후한(後漢) 연광(延光) 4년

## 기년
- 후한(後漢) 안제(安帝) 18년 / 전소제(前少帝) 원년
- 신라(新羅) 지마 이사금(祗摩泥師今) 14년
- 고구려(高句麗) 태조대왕(太祖大王) 73년
- 백제(百濟) 기루왕(己婁王) 49년

## 사건
- 1월 말갈이 신라를 침입하다.
- 7월 말갈이 신라를 침입하다. 백제의 원군이 도착해 격퇴하다.